# Einmannbunker

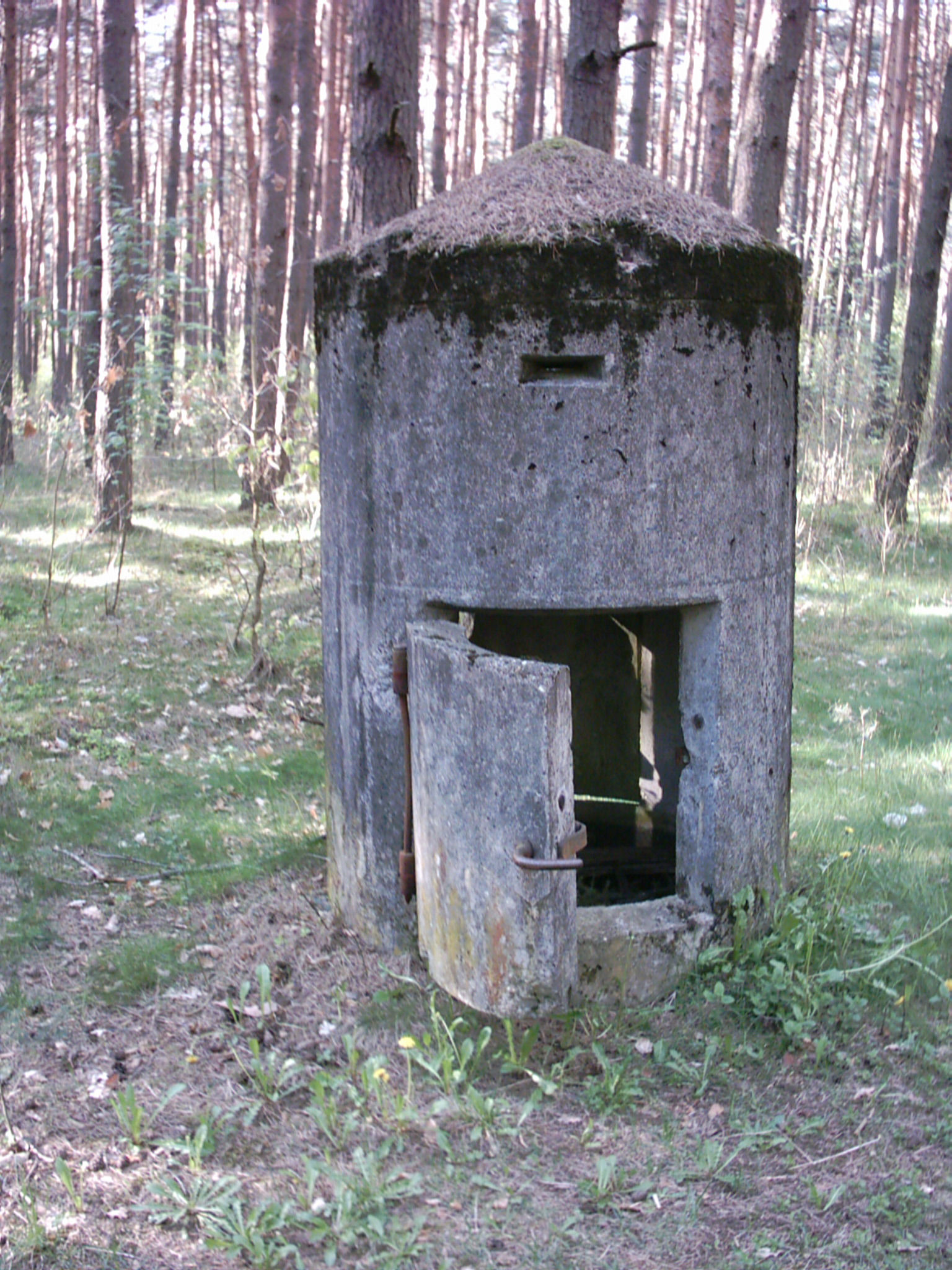
Nejtypičtější tvar einmannbunkeru

Einmannbunker (původně oficiálně Luftschutz - Splitterschutzzelle, jako český ekvivalent existuje pouze slangové Ajnman či opisné pozorovací bunkr pro jednu osobu) je vžitý název pro prefabrikovaný pevnostní objekt německé provenience z období druhé světové války.
Tzv. einmannbunker je pravděpodobně první prefabrikovanou pevnostní stavbou na světě. Jedná se o nevelkou typizovanou železobetonovou stavbu zvonového tvaru určenou ke strážním a pozorovacím úkolům. Ač název tak napovídá, nejednalo se vždy o objekty určené pro jednočlennou osádku. Ta mohla dosahovat dle velikosti konkrétního objektu počtu až čtyř mužů. Jejich nejčastějším úkolem bylo střežení průmyslových areálů a dopravních uzlů vyklizených z důvodu nastávajícího náletu a pozorování situace při jeho průběhu za účelem snazší lokalizace míst dopadu nevybuchlých pum.
Tvar einmannbunkerů není stoprocentně jednotný a konkrétní objekty vykazují často stavební odchylky. Nejčastější provedení se skládá ze tří částí o síle 15 – 20 centimetrů. Podstavec, obvykle zapuštěný pod úroveň terénu, válcové duté tělo o vnějším průměru asi 145 cm se vstupem a průzory a špičatá stříška. Spojením všech tří dílů vzniká objekt vzdáleně připomínající tužku. Vyskytuje se ale velké množství objektů odlišných např. různě strmou či kulatou střechou nebo kónickým tělem. Jednotlivé objekty se mohou lišit i počtem a velikostí průzorů či velikostí a řešením vstupu.

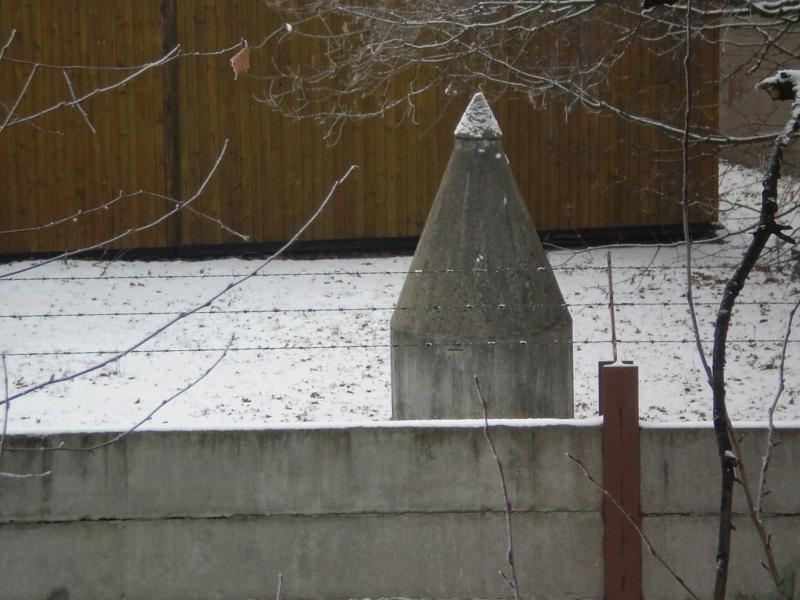
Einmannbunker v Paramo Pardubice s nezvyklým sklonem stříšky a s odsazenou špičkou kvůli větrání

S výrobou relativně jednoduchých a snadno dopravovatelných einmannbunkerů začali Němci v období druhé světové války a díky nim se einmannbunker stal jedním z nejpočetnějších pevnostních objektů v Evropě. Přesto, že tyto objekty postupně zanikají, stále se vyskytují ve velkém množství a to i na území České republiky. Do Protektorátu Čechy a Morava dodávala einmannbunkery výhradně firma Dyckerhoff und Widmann K.G., Betonwerke Cossebaude (Dywidag) z Drážďan, ale nebyla jediná. Firma Betonwerk Westermann & Co. z Broistedt bei Lengede ovšem objekty dodávala pouze na území říše. Výrobní cena se dle konkrétního provedení pohybovala mezi 430 a 525 říšských marek.
Roku 1941 byla pro ochranu klíčových průmyslových podniků před útoky partyzánů a špionáží zřízena tzv. Werkschutz (ozbrojená závodní stráž) administrativně spadající pod policejní ředitelství. Do jejího ranku patřila i služba v einmannbunkerech. Kde nebyla zřízena, tam je obsazovali určení zaměstnanci, např. na železnici.
Po druhé světové válce sloužily objekty dále útvarům civilní obrany a další byly zřizovány, byť již třeba odlišné konstrukce. Možnost jejich relativně snadné přepravy zapříčinila i jejich přemístění do lomů coby úkrytů v čase trhacích prací.

## Galerie

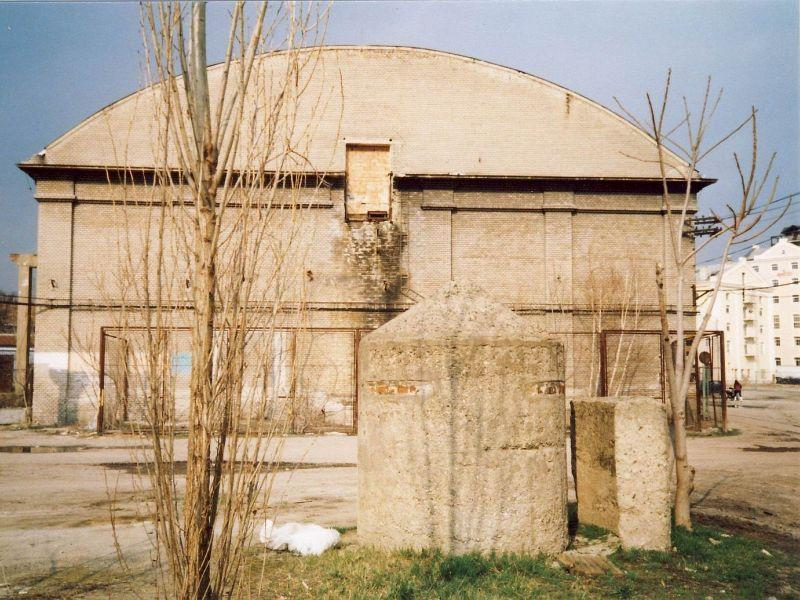
Einmannbunker Břeclav cukrovar se zídkou kryjící vchod a zazděnými průzory
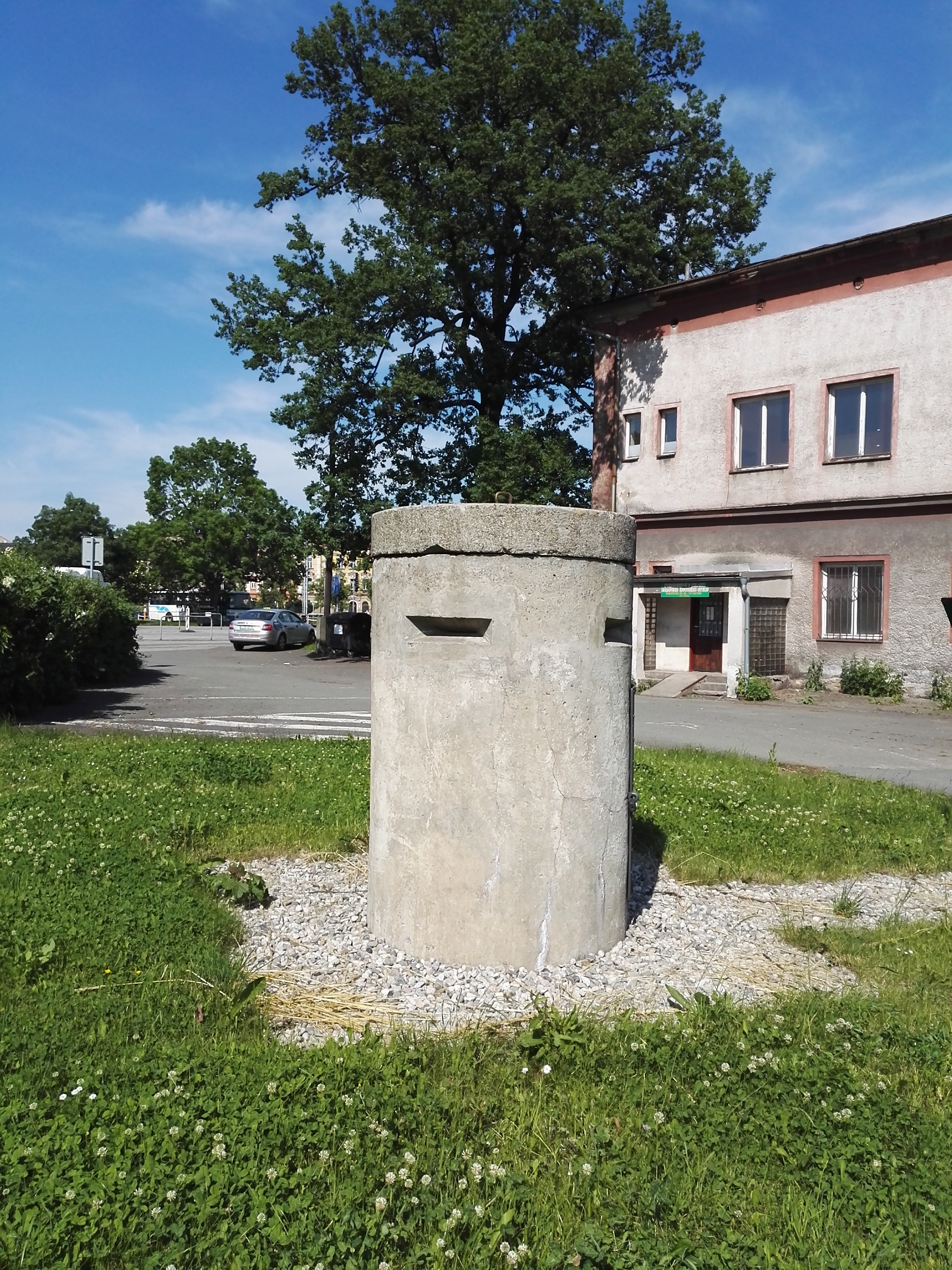
Einmannbunker z areálu nádraží v Českém Těšíně
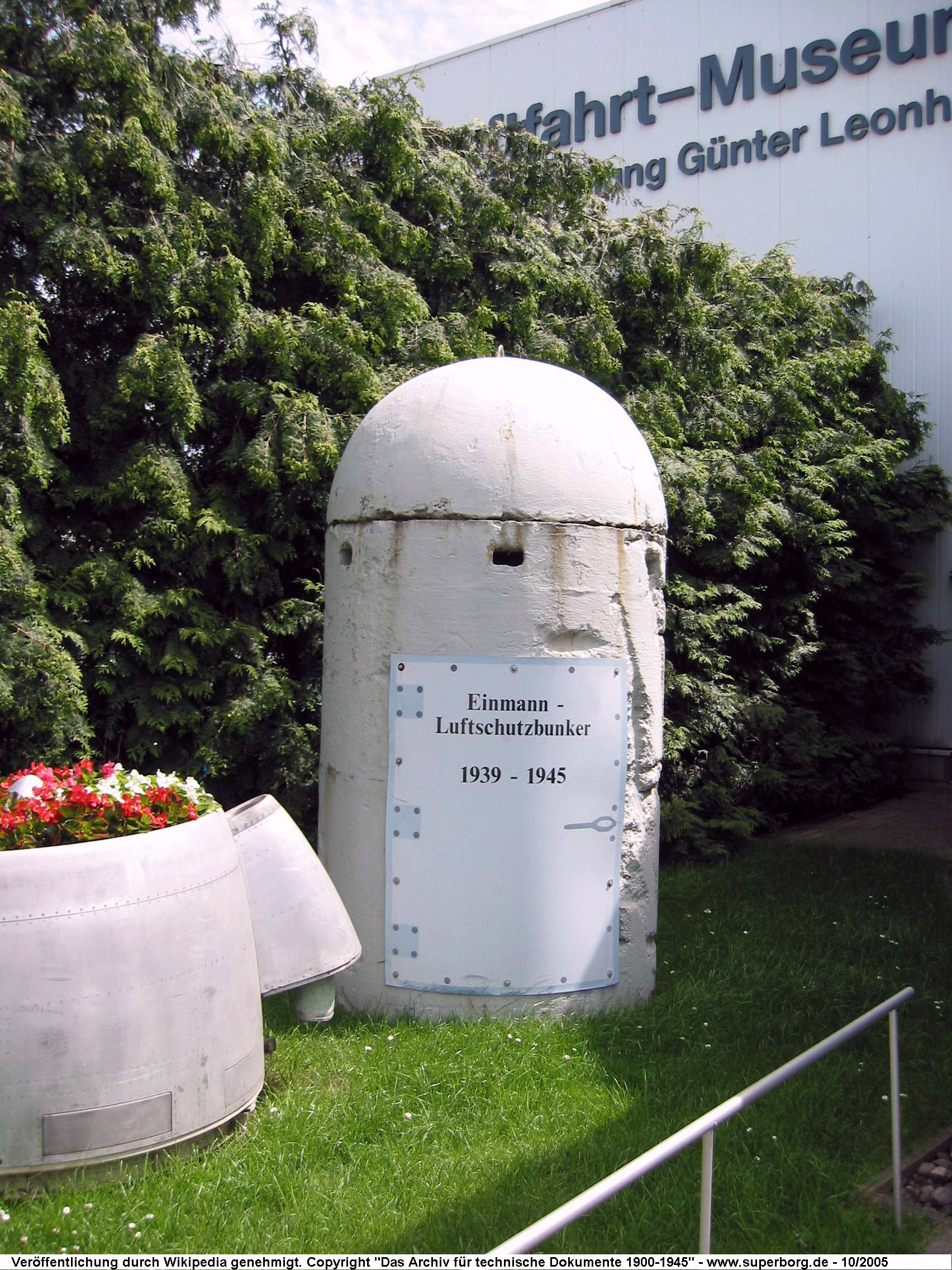
Einmann-Luftschutzbunker v německém muzeu
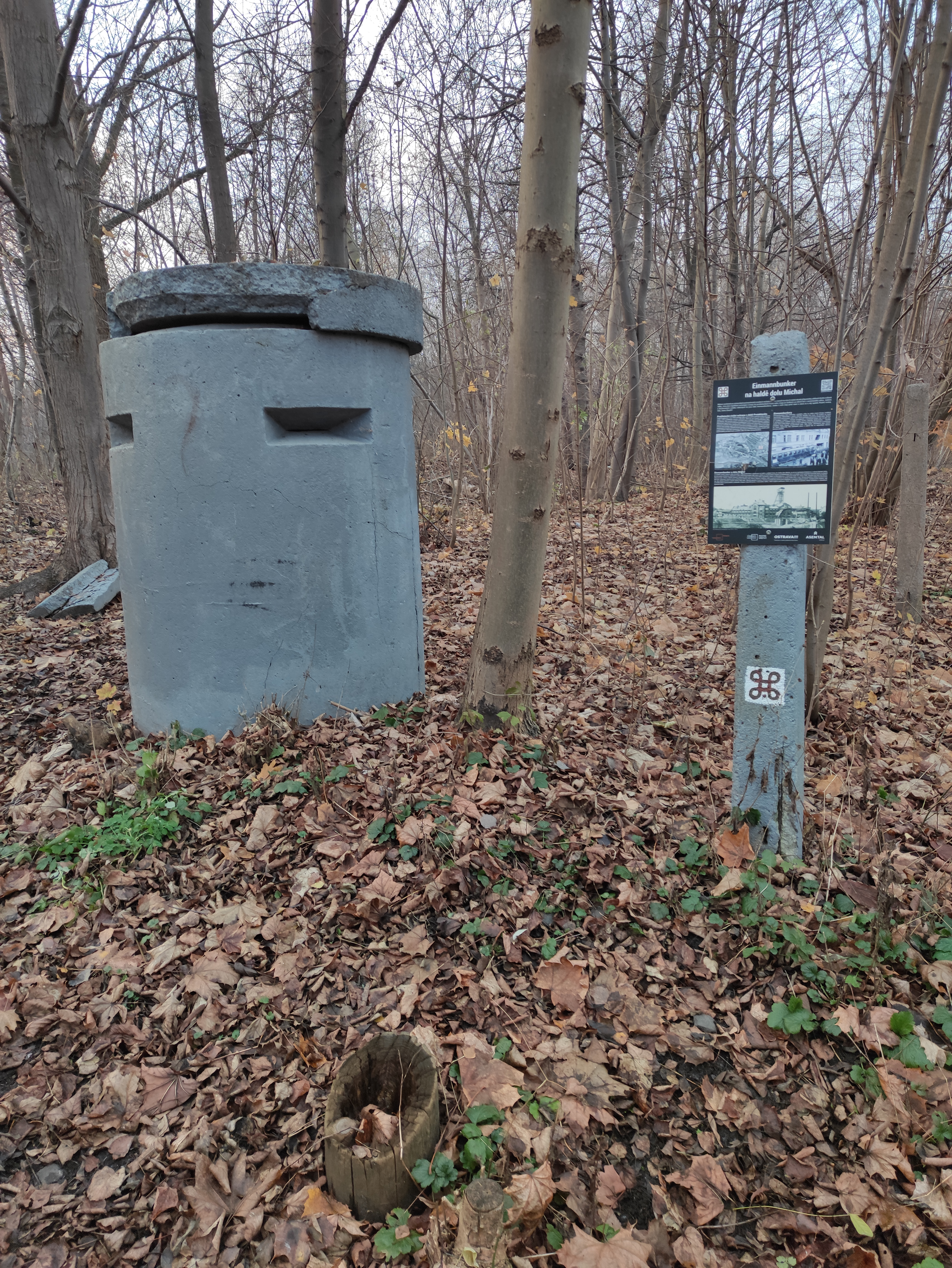
Einmannbunker na haldě dolu Michal